# Tom Boardman
Tom Boardman (ur. 15 października 1983 w Forton) – brytyjski kierowca wyścigowy.

## Kariera
Boardman rozpoczął karierę w wyścigach samochodowych w 1999 roku od startów T Cars, gdzie siedmiokrotnie zwyciężał. Zdobył tytuł mistrza tej serii. W późniejszych latach pojawiał się także w stawce National Saloon Cup Great Britain, British Touring Car Championship, SEAT Cupra Great Britain, SEAT Leon Supercopa Spain, Blaupunkt SEAT Cupra Championship, Copa de España de Resistencia, World Touring Car Championship oraz SEAT Leon Eurocup.
W World Touring Car Championship Brytyjczyk startował w latach 2008-2013. Pierwsze punkty zdobył na Słowacji w 2012 roku, gdzie zajął ósme miejsce. Cały sezon ukończył z dorobkiem 16 punktów na siedemnastej pozycji w klasyfikacji generalnej. Rok później był 22.